# Кубок Луї Віттона

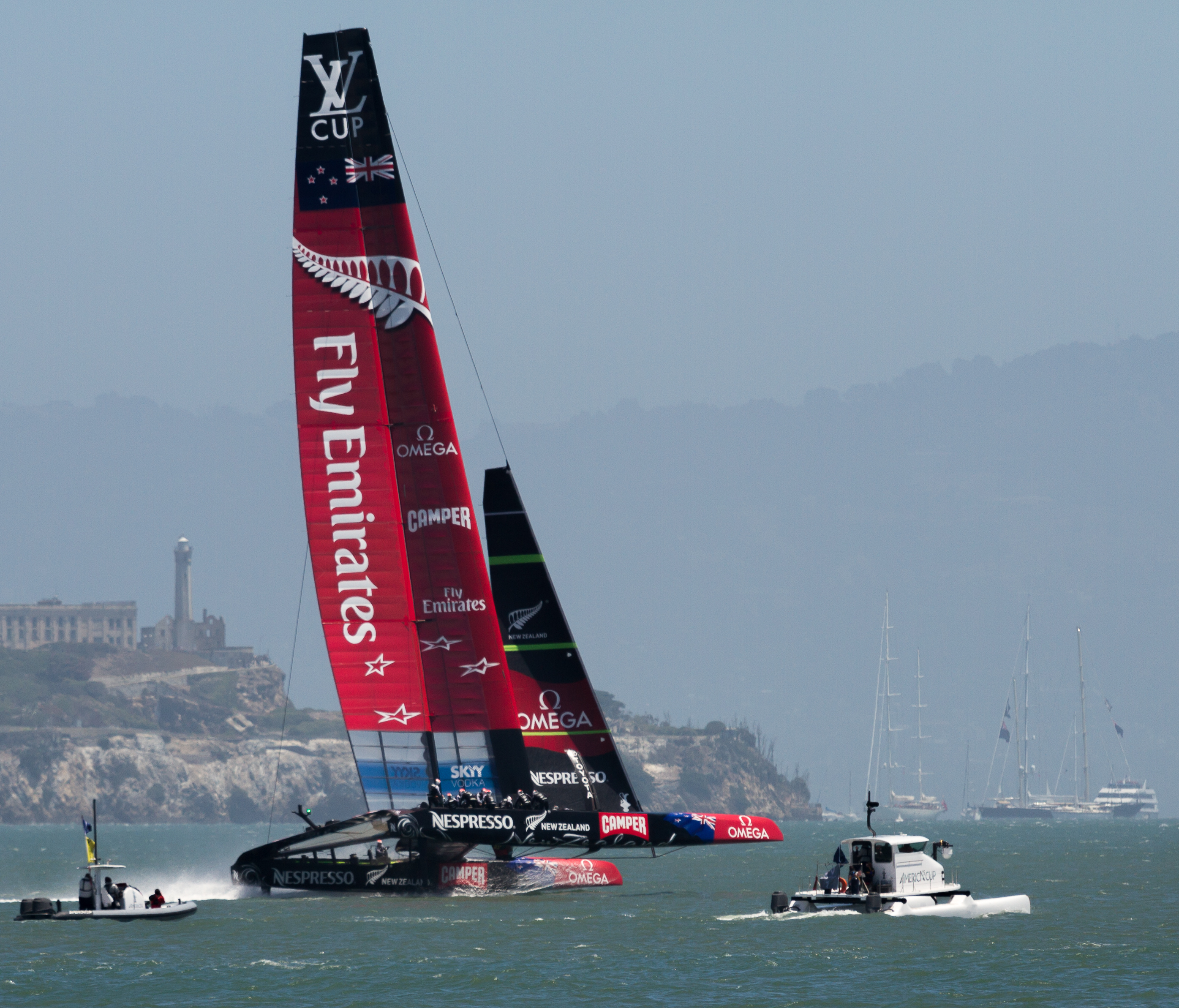
Катамаран класу AC72 в змаганнях на Кубок Луї Віттона

Кубок Луї Віттона — один з найбільших трофеїв у світі вітрильного спорту, розігрується в серії матчевих перегонів. Володар кубка стає претендентом і змагається за право володіння Кубком Америки з захисником кубка — його чинним володарем.
З 2013 року змагання проводяться серед катамаранів класу AC72.

## Історія
Перші відбіркові змагання за право змагатися з володарем кубка Америки почали проводитися в 1970 році. А в 1983 році група Louis Vuitton запропонувала приз переможцю відбірковій серії. Вперше кубок Луї Віттона був розіграний в Ньюпорті, США. Перемогу тоді здобула яхта Australia II, яка в результаті отримала право зустрітися з захисником кубка Америки, яхтою Liberty з Нью-Йоркського яхт-клубу.
З тих пір (за винятком 1988 року, коли єдиним учасником виявилася команда з Нової Зеландії, і кубок не розігрувався) переможець кубка Луї Віттона нагороджувався правом змагатися з поточним володарем Кубка Америки.
Під час циклів 1992 і 1995 років крім цього проводилися регати Citizen Watch — змагання за право захищати Кубок Америки.
У 2007 році Луї Віттон оголосив про припинення спонсорування цих змагань після 25 років участі. Наприкінці 2010 року, після 33-го розіграшу кубка Америки, партнерство Louis Vuitton та організаторів змагань було поновлене.